# Phacelia pinnatifida
Phacelia pinnatifida là loài thực vật có hoa trong họ Mồ hôi. Loài này được Griseb. ex Wedd. miêu tả khoa học đầu tiên năm 1857.